# George van Cambridge (1819-1904)
George Willem Frederik Karel (Hannover, 26 maart 1819 – Londen, 17 maart 1904), hertog van Cambridge, graaf van Tipperary, baron Culloden, was als kleinzoon van koning George III van het Verenigd Koninkrijk lid van het Britse koninklijk huis. Hij was een neef van koningin Victoria en de oom van prinses Mary van Teck, die trouwde met koning George V. Op Whitehall staat sinds jaar en dag een ruiterstandbeeld van hem.
Hij was de enige zoon van Adolf van Cambridge, een zoon van koning George III, en Augusta van Hessen-Kassel, een kleindochter van landgraaf Frederik II van Hessen-Kassel. Hij kreeg bij zijn geboorte de titel “Zijne Koninklijke Hoogheid Prins George van Cambridge”, totdat hij zijn vader op 8 juli 1850 opvolgde als “Hertog van Cambridge, Graaf van Tipperary en Baron Culloden”.

## Carrière
Net als zijn vader begon prins George een carrière in het leger. Nadat hij een korte tijd in het leger van Hannover had gediend, werd hij in november 1837 gepromoveerd tot kolonel in het Britse leger. Hij diende vervolgens in meerdere regimenten. In 1852 werd hij opzichter van de ruiterij. Die functie behield hij tot 1854; toen was namelijk de Krimoorlog uitgebroken en kreeg hij het commando over de eerste divisie van het Britse leger in het Oosten. In juni 1854 werd hij gepromoveerd tot de rang van luitenant-generaal en op 5 juli 1856 werd hij benoemd tot opperbevelhebber van het leger. In november 1862 werd hij gepromoveerd tot veldmaarschalk. Hij kreeg tijdens zijn legercarrière nog enkele erefuncties en onderscheidingen.
Ondanks zijn bekommernis om het welzijn van zijn soldaten, stond hij vooral bekend om zijn dogmatisch optreden en het promoveren van soldaten op basis van hun sociale positie. Hij was erg onwillig tegenover veranderingen en onder zijn commando verviel het Britse leger tot een zwakke organisatie die ver achterliep op de andere Europese legers. In de nasleep van de Frans-Duitse Oorlog (1870-’71) eisten de liberale partijen uit de regering van William Ewart Gladstone veranderingen in het leger. Minister Edward Cardwell voerde veel veranderingen in het leger door, waaronder een complete reorganisatie. Prins George was fel tegen deze veranderingen, maar werd gedwongen op 1 november 1895 afstand te nemen van zijn post als opperbevelhebber.

## Huwelijk en gezin
George was fel tegen gearrangeerde huwelijken, deze zouden volgens hem altijd mislukken. Hij trouwde op 8 januari 1847 in Londen dan ook uit liefde met de niet-adellijke Sarah Louisa Fairbrother (1816-1890). Op grond van de Royal Marriages Act kreeg Sarah Louisa de titels van haar echtgenoot niet en werd ze nooit gezien als een lid van de koninklijke familie. Ze stond dan ook bekend als “Mevr. FitzGeorge”. George en Sarah Louisa kregen drie zonen, waarvan er twee nog voor hun huwelijk werden geboren:
- George FitzGeorge (1843-1907), kolonel
- Adolf FitzGeorge (1846-1922), schout-bij-nacht
- August FitzGeorge (1847-1933),

Hij stierf in 1904 in Gloucester House te Londen. Hij werd naast zijn vrouw begraven op een Londense begraafplaats. Hij werd niet opgevolgd als Hertog van Cambridge.
- Gemeinsame Normdatei: 117669253
- International Standard Name Identifier: 0000 0000 5141 4706
- Library of Congress Control Number: nb99051060
- Nationale Bibliotheek van Israël: 987007368262705171
- Nationale Bibliotheek van Polen: a0000003251899
- Système universitaire de documentation: 144408031
- Virtual International Authority File: 40161932
- WorldCat: E39PBJc7T8WFdjj4bYXKwJwpyd